# Marie-Jacqueline Chantal
Marie-Jacqueline Chantal née en décembre 1885 et morte à une date indéterminée après 1944, est une chanteuse lyrique et une actrice française.

## Biographie
Après avoir réussi le concours d'entrée au Conservatoire de Paris, Marie-Jacqueline Chantal entre en 1905 dans la classe de chant de Rose Caron où elle obtient un premier accessit l'année suivante, puis dans la classe d'opéra de Jacques Isnardon où elle obtient un second prix en juillet 1908.
Par la suite, Marie-Jacqueline Chantal va entamer une carrière assez discrète de chanteuse lyrique soprano, notamment à l'Opéra-Comique, jusqu'au début des années 1930. Elle obtient en 1931 son tout premier rôle au cinéma dans Mistigri, un film d'Harry Lachman avec Noël-Noël et Madeleine Renaud dans les rôles principaux. A cette époque, elle était domiciliée au 24, rue François-1er dans le 8e arrondissement de Paris avant de s'installer au 3, avenue des Chalets dans le 16e arrondissement.
Elle apparaîtra ensuite dans une quarantaine de longs-métrages jusqu'en février 1944, date de sortie de son dernier film, Le Voyageur sans bagage de Jean Anouilh. C'est à partir de cette année-là que l'on perd définitivement sa trace. Elle avait alors 58 ans.

## Filmographie
- 1931 : Mistigri de Noël-Noël
- 1932 : La Femme nue de Jean-Paul Paulin
- 1933 : Quatorze Juillet de René Clair
- 1933 : Vacances conjugales de Edmond T. Gréville : la dame au collier volé
- 1933 : Ciboulette de Claude Autant-Lara : une invitée chez Olivier Métra
- 1934 : Madame Bovary de Jean Renoir
- 1934 : Cessez le feu de Jacques de Baroncelli
- 1934 : L'Aventurier de Marcel L'Herbier : une invitée
- 1934 : Le Bonheur de Marcel L'Herbier : une dame au tribunal
- 1934 : Le Roi des Champs-Élysées de Max Nosseck : la mariée
- 1935 : Bout de chou de Henry Wulschleger
- 1935 : Justin de Marseille de Maurice Tourneur
- 1935 : Dédé de René Guissart : une vendeuse
- 1935 : Divine de Max Ophüls
- 1935 : Amants et voleurs de Raymond Bernard
- 1935 : Les Sœurs Hortensias de René Guissart
- 1936 : Les Hommes nouveaux de Marcel L'Herbier : l'infirmière
- 1936 : Samson de Maurice Tourneur : Lady Huxley
- 1936 : L'Appel du silence de Léon Poirier
- 1937 : Vous n'avez rien à déclarer ? de Léo Joannon : la femme de ménage
- 1937 : L'Habit vert de Roger Richebé : la voyageuse du train
- 1937 : Forfaiture de Marcel L'Herbier : une dame à l'audience
- 1937 : Gribouille de Marc Allégret
- 1938 : Clodoche de Raymond Lamy
- 1938 : Accord final de Ignacy Rosenkranz : la concierge
- 1938 : Katia de Maurice Tourneur : une surveillante
- 1938 : Les Nouveaux Riches de André Berthomieu
- 1938 : Nuits de princes de Vladimir Strizhevsky
- 1938 : La Rue sans joie de André Hugon
- 1938 : L'Accroche-cœur de Pierre Caron
- 1938 : Belle Étoile de Jacques de Baroncelli : une visionnaire
- 1938 : Le Dompteur  de Pierre Colombier
- 1939 : Le Bois sacré de Léon Mathot
- 1939 : Sur le plancher des vaches de Pierre-Jean Ducis : une employée
- 1943 : Donne-moi tes yeux de Sacha Guitry : une dineuse
- 1943 : Les Anges du péché de Robert Bresson : une religieuse
- 1943 : Le Corbeau d'Henri-Georges Clouzot : une suspecte
- 1944 : Le Voyageur sans bagage de Jean Anouilh.